# تپه ساتیار
تپه ساتیار مربوط به هزاره اول قبل از میلاد است و در شهرستان کوهدشت، بخش کونانی، دهستان کونانی، ۱/۵ کیلومتری جنوب شرق روستای بابا گرد علی واقع شده و این اثر در تاریخ ۲۸ اسفند ۱۳۸۵ با شمارهٔ ثبت ۱۸۷۹۰ به‌عنوان یکی از آثار ملی ایران به ثبت رسیده است.